# Bastennes
Bastennes är en kommun i departementet Landes i regionen Nouvelle-Aquitaine i sydvästra Frankrike. Kommunen ligger i kantonen Amou som tillhör arrondissementet Dax. År 2022 hade Bastennes 244 invånare.

## Befolkningsutveckling
Antalet invånare i kommunen Bastennes
Referens:INSEE